# Max Hödel
Emil Max Hödel (Lipsia, 25 maggio 1857 – Berlino, 16 luglio 1878) è stato un anarchico tedesco.
Ex lattoniere, l'11 maggio 1878 attentò alla vita dell'imperatore Guglielmo I di Germania.

## Biografia
Inizialmente membro del partito socialista democratico, dopo aver lavorato come lattoniere vendette giornali mentre pensava alla diffusione di stampati politici, tra cui quelli del partito cristiano socialista. Iniziò a viaggiare con l'intento di diffondere il suo credo politico e per questo fu ricercato a Nauemberg per aver offeso l'imperatore. Si recò in Alsazia, in Lorena, in Slesia ed in Vestfalia.

## L'attentato
Hödel giunse a Berlino il 25 aprile 1878. Si racconta l'aneddoto secondo cui disse ad un fotografo che lo aveva ritratto di conservare con cura il negativo poiché con esso avrebbe fatto buoni affari.
A Berlino, l'11 maggio 1878, Guglielmo I, accompagnato dalla figlia, la granduchessa di Baden Luisa di Prussia, di ritorno in carrozza fu fatto bersaglio di due colpi di pistola nei pressi della Porta di Brandeburgo. Mentre si stava cercando di bloccare l'aggressore, l'imperatore, sentendo esplodere i due colpi, aveva esclamato: «Ma sono per me quei colpi?».

## Il processo
Nel luglio del 1878 si tenne il processo nei confronti di Hödel: la sentenza pronunciata dalla Corte Suprema fu di condanna a morte per decapitazione. Venne eseguita il 16 luglio.